# Association argentine de scrabble
 (juin 2012).
Si vous disposez d'ouvrages ou d'articles de référence ou si vous connaissez des sites web de qualité traitant du thème abordé ici, merci de compléter l'article en donnant les références utiles à sa vérifiabilité et en les liant à la section « Notes et références ».
Pour les articles homonymes, voir AAS.
L'Association argentine de scrabble (AAS), en espagnol Asociación Argentina de Scrabble, est l'organisation nationale chargée de gérer et de promouvoir la pratique du Scrabble en Argentine.

## Valeurs des lettres en scrabble hispanophone
- A - 1 point
- E - 1 point
- O - 1 points
- U - 1 points